# عبدالوهاب (سیاستمدار)
عبدالوهاب (زاده: ۱۳۴۳، ولایت جوزجان) سیاست‌مدار افغانستانی و نماینده مردم جوزجان در دوره پانزدهم مجلس نمایندگان افغانستان است.

## زندگی‌نامه
عبدالوهاب متولد ۱۳۴۳ از ولایت جوزجان افغانستان است. وی دارای مدرک تحصیلی بکلوریا/دیپلم است.

## دیگر فعالیت‌ها
- فعالیت اجتماعی[۱]